# Umberto Marongiu
Umberto Marongiu (San Gavino Monreale, 1965) è uno scrittore italiano.
Laureato in Sociologia all'università La Sapienza di Roma, ha lavorato alla preparazione del Giubileo del 2000. Dal 2001 ha collaborato con la direzione palinsesto TV e marketing della Rai, dove è stato incaricato della stesura dei piani editoriali 2005-2007 e 2008-2010. Ha pubblicato nel 2007 il suo primo romanzo, Sette modi e mezzo per morire.